# 万惣商事
万惣商事株式会社（まんそうしょうじ、英: Manso Trading Co.,ltd.）は、東京都千代田区神田須田町に本店を置いていた小売業者。果物の販売を行い、喫茶店の万惣フルーツパーラーでも知られた。

## 沿革
- 1846年（弘化3年）、神田青果市場に近い須田町で開業。当時は水菓子と呼ばれた果物を取り扱った。古典落語「千両蜜柑」のモデルになったのもこの店である。
- 1905年（明治38年）、三菱財閥の岩崎家で栽培されたマスクメロンを日本で初めて販売[1]。
- 1910年（明治43年）には、果物業界で初めて宮内庁御用達となる[2]。
- 1923年（大正12年）の関東大震災を経て再建、1927年（昭和2年）に万惣フルーツパーラーをオープン[3]。
- そごうグループをはじめとした全国の百貨店にフルーツパーラーを出店。
- 1967年（昭和42年）には地上8階地下1階建ての本店ビルが竣工。
- 2007年には新丸の内ビルディングのオープンに合わせてフルーツパーラーを出店[4]。
- 2011年、本店のビルが面する中央通りおよび靖国通りが「東京における緊急輸送道路沿道建築物の耐震化を推進する条例」の指定道路となる[5]。耐震診断の結果補強工事では基準を満たすことができず、建て替える資金的な余裕もなかったため2012年3月24日をもって神田本店及び併設のフルーツパーラーを休業[6][7]（事実上の閉店）。他の店舗も銀座の松坂屋の店舗が3月4日、新丸の内ビルの店舗が4月15日[8]を以て閉店し、全店舗の営業が終了した。

本店の閉店後、建物はしばらく放置されたのち解体。跡地には地上12階建てビルが建設され、ドーミーインやセブンイレブンが入居している。